# エスタディオ・レボルシオン
エスタディオ・レボルシオン（原語表記:Estadio Revolución）は、メキシココアウイラ州トレオンのダウンタウンに所在するスポーツ競技場（野球場）である。
座席数は8,500人 。リーガ・メヒカーナ・デ・ベイスボルのラグナ・カウボーイズの本拠地として使用されるいるが、音楽コンサートや他のスポーツイベントにも使用される。このスタジアムは元々様々なスポーツに対応できるよう設計された為、リーガ・メヒカーナ・デ・ベイスボルのスタジアムの中でもっとも広大なファウルゾーンを有している。この競技場の名称は、1910年代に勃発したメキシコ革命に由来しており、競技場がオープンした1932年9月15日はまだ新体制が出来上がって間もない頃であった。
2002年秋に改築工事に入り、ラグナ・カウボーイズへの名称変更とともに2003年シーズン前に完工した。